# Cryptocarya alba

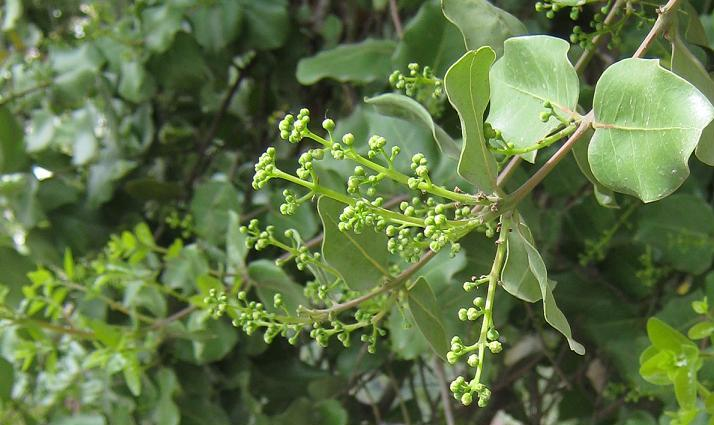
Blütenstände

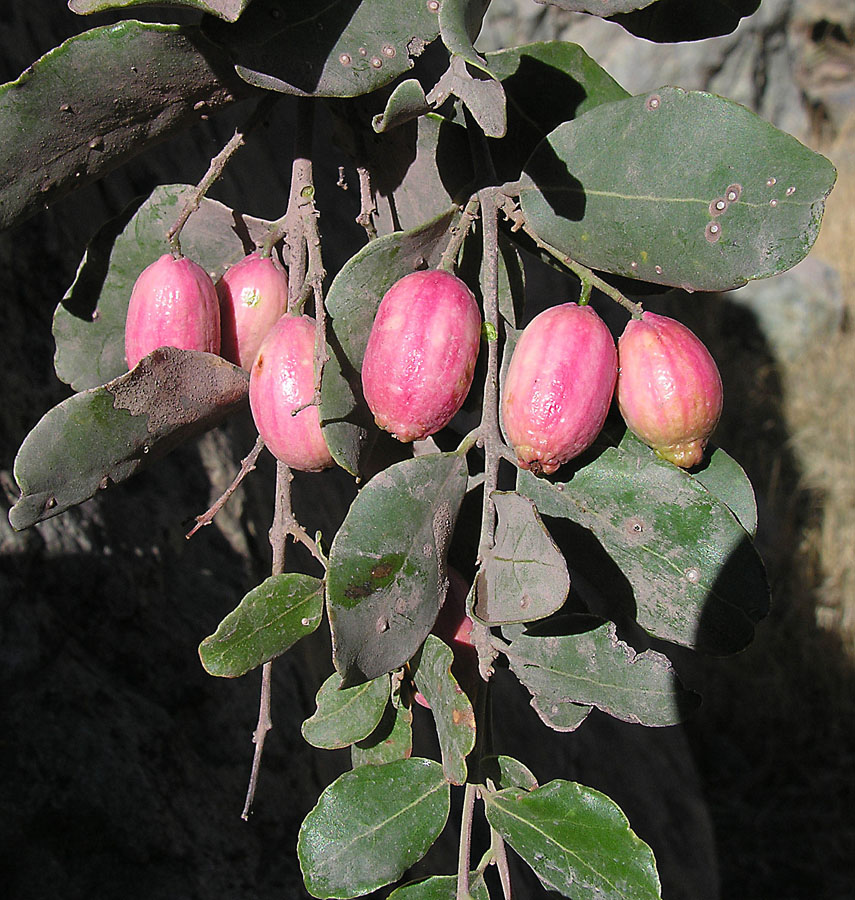
Früchte

Cryptocarya alba oder Peumo, ist ein Baum in der Familie der Lorbeergewächse aus dem mittleren Chile.

## Beschreibung
Cryptocarya alba wächst als immergrüner Baum 20–30 Meter hoch. Der Stammdurchmesser erreicht bis 1 Meter. Die rötlich-braune bis braune Borke ist im Alter schuppig.
Die einfachen und kurz gestielten Laubblätter sind gegenständig. Die Blätter sind ledrig, aromatisch, ganzrandig, rundspitzig oder stumpf bis seltener eingebuchtet oder spitz und eiförmig bis verkehrt-eiförmig oder manchmal rundlich. Sie sind bis 8 Zentimeter lang und bis 4,5 Zentimeter breit. Oberseits sind sie dunkelgrün, glänzend und unterseits hell- bis fahlgrün. Der kurze, kahle Blattstiel ist bis 5 Millimeter lang.
Es werden kurze, achselständige, feinhaarige, traubig-rispige Blütenstände mit dicker Rhachis und kurzen Seitenästen gebildet. Die kleinen, zwittrigen, gestielten und gelb-grünlichen Blüten sind dreizählig mit einfacher Blütenhülle. Die 6 schwach behaarten, etwa 2 Millimeter langen Tepalen stehen in zwei ähnlichen Kreisen. Es sind 9 kurze Staubblätter in drei Kreisen und innen 3 pfeilförmige Staminodien vorhanden. Die Staubblätter der äußeren zwei Kreise sind mit den Tepalen verwachsen, die im dritten Kreis besitzen Drüsen. Der Fruchtknoten ist mittelständig mit kurzem Griffel und gelappter Narbe.
Es werden duftende, rötliche bis rosafarbene, seltener gelbliche oder cremefarbene und eiförmige bis ellipsoide, bis 1,8 Zentimeter lange, schwach längsrippe, glatte Früchte (Scheinfrucht) mit Perigonresten an der Spitze gebildet. Sie sind vom fleischigen Blütenbecher (Fruchtfleisch) komplett eingehüllt (Anthocarp). Die ledrigen Diasporen (Perikarp), ohne umgebendes Fruchtfleisch, sind etwas kleiner.

## Verwendung
Die Früchte sind essbar.